# Velký Javorník
Der Velký Javorník ist ein 918 Meter hoher Berg am Fuße der Beskiden und der höchste Punkt der Veřovické vrchy. 

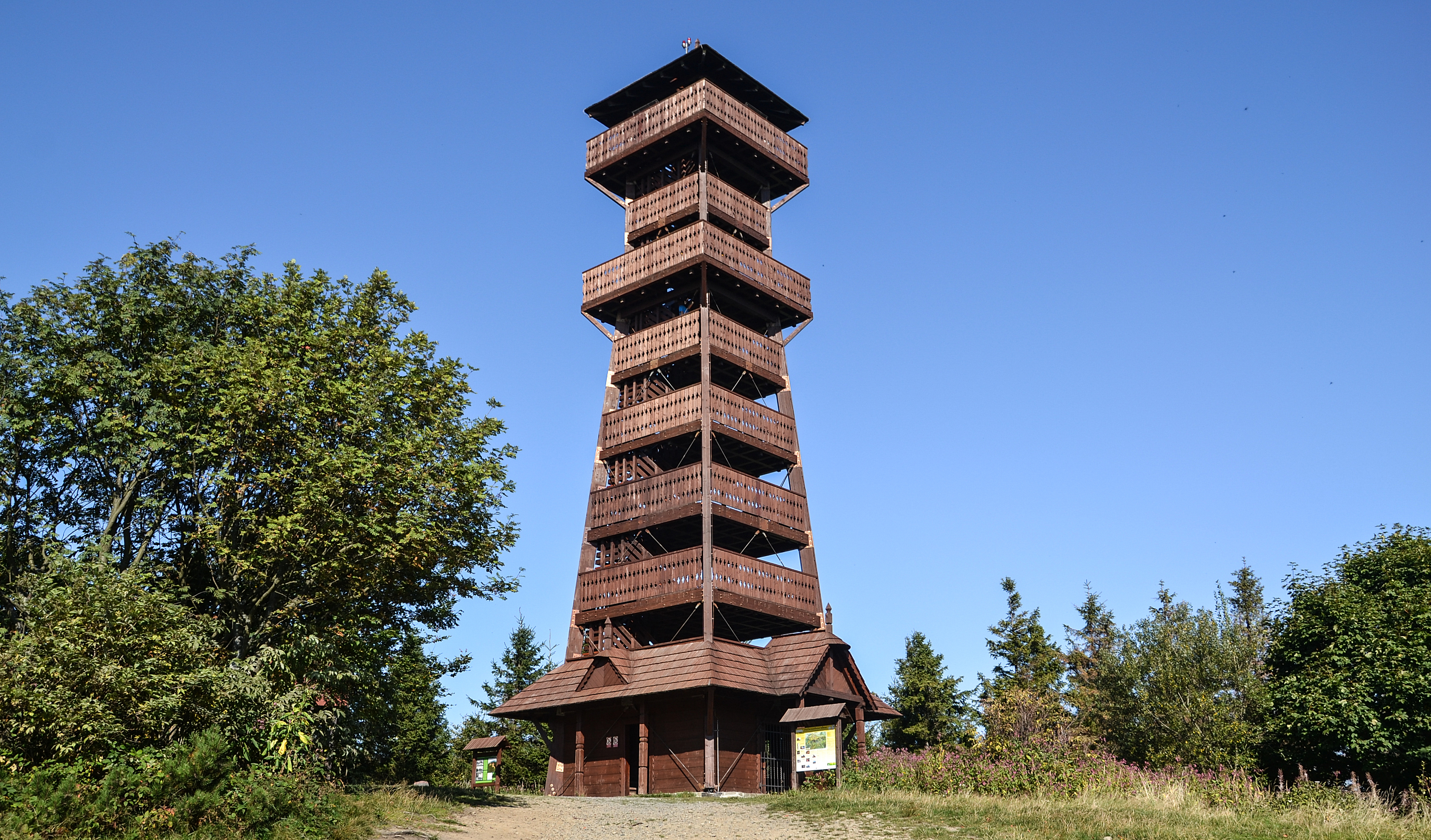
Aussichtspunkt Velký Javorník

## Details

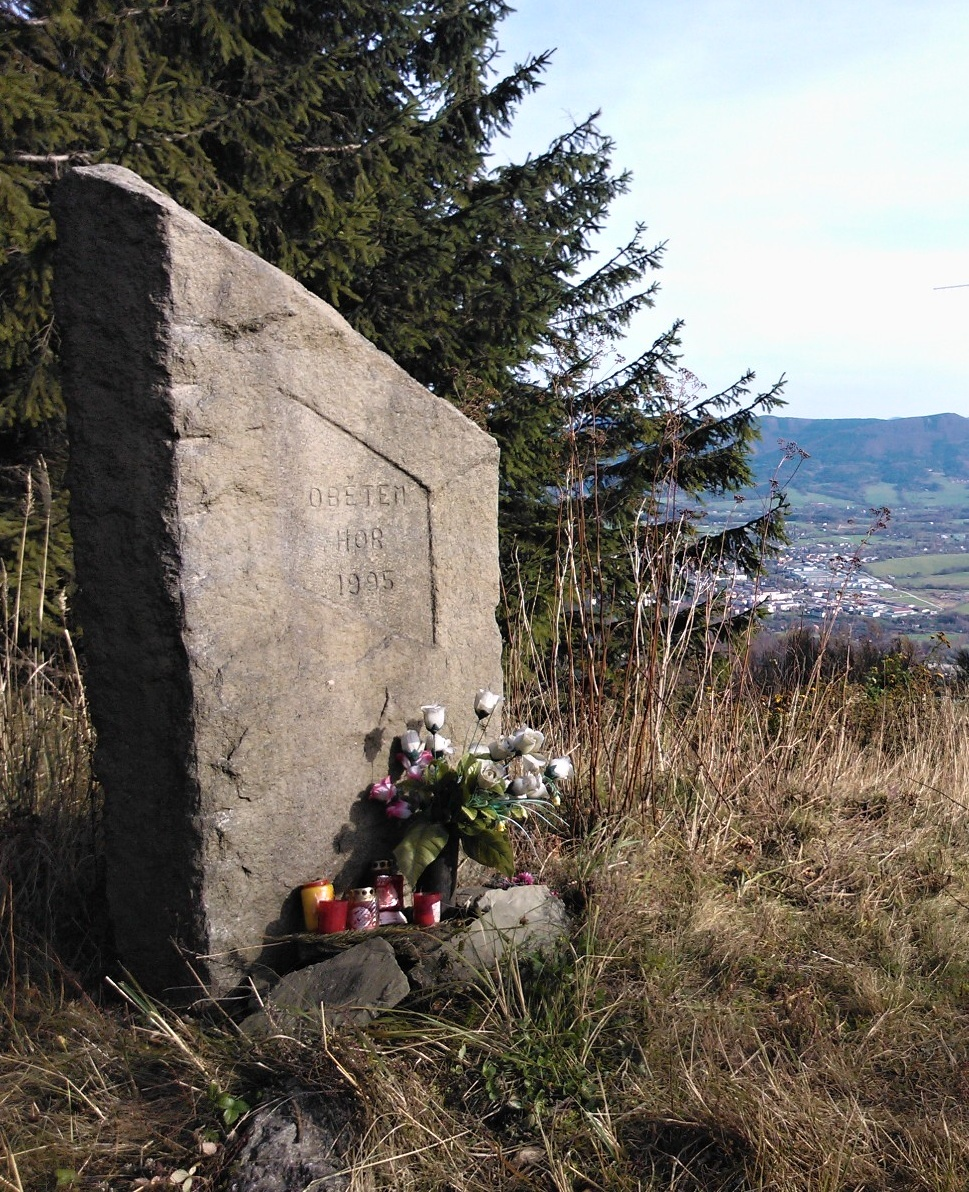
Gedenkstein für die Opfer der Berge auf dem Gipfel des Velký Javorník

Auf dem Gipfel befindet sich ein historisches Berggasthaus aus dem Jahr 1935 ohne Beherbergungsmöglichkeit. Hinter dem Haus befindet sich ein Gedenkstein für die Opfer der Berge. Jedes Jahr ersteigen etwa 30.000 Touristen den Berg. Seit dem Sommer 2013 ist ein neuer Aussichtsturm vorhanden, der einen weiten Fernblick ermöglicht. Bei klarem Wetter kann man Lysá hora, Smrk, Kněhyně, Radhošť, Palkovické hůrky und Ondřejník vom Gipfel des Velký Javorník sehen. In nordwestlicher Richtung gibt es einen Blick auf den teilweise abgebauten Kotouč und Štramberk Trúba. Bei guter Sicht reicht der Blick bis zu den Städten Frenštát pod Radhoštěm, Frýdek-Místek, Nový Jičín, Kopřivnice sowie Ostrava und Havířov.

## Lage
An den Velký Javorník grenzen die drei Dörfer Bordovice, Veřovice und Trojanovice. An den nordwestlichen Hängen des Berges befindet sich der Velký kámen, ein Naturdenkmal. Am Südwesthang des Berges entspringt der Fluss Jičínka. 

## Sport
Der Velký Javorník ist ein beliebter Ausgangspunkt für Fans des Gleitschirmfliegens.

## Gasthaus
Das erste Berggasthaus wurde 1895 unter Erzbischof Theodor Kohn erbaut. Es brannte 1915 nieder. Das neue Gasthaus wurde 1935 eingeweiht.

## Aussichtsturm
Auf dem Gipfel wurde 1934 ein Triangulationsturm errichtet, der später auch als Aussichtsturm diente. Er wurde 1967 aufgrund seines baufälligen Zustands entfernt.
Im Frühjahr 2012 gab das staatliche Unternehmen Lesy České republiky seine Absicht bekannt, auf dem Gipfel einen neuen Aussichtsturm zu errichten. Der Turm wurde am 15. August 2013 eröffnet. Das Holzgebäude ist 25 Meter hoch und besitzt zwei Aussichtsplattformen in 15 Meter und 20 Meter Höhe. Der Eintritt ist frei.

## Wege zum Gipfel
Der Gipfel des Velký Javorník kann über mehrere Wanderwege erreicht werden:
- Der blau markierte Wanderweg führt von Padolí (im Südosten von Veřovice) relativ steil bis zur Spitze des Velký Javorník.
- Der grün markierte Wanderweg kommt von Frenštát pod Radhoštěm. Es gibt einen Naturlehrpfad.
- Der rot markierte Touristenweg kommt von Nový Jičín. Entlang des Weges befindet sich auch ein Naturlehrpfad.

Vom Rožnov pod Radhoštěm kann man der blauen Markierung bis zur Kreuzung an der Kamenárka folgen. Von dort führt der rote Weg weiter bis auf den Velký Javorník.
Vom Radhošť aus kann man dem blau markierten Weg folgen und an der Kreuzung Malý Javorník auf den rot markierten Weg wechseln.
Auch eine Asphaltstraße führt zum Gipfel, die aber nur mit Sondererlaubnis befahren werden kann.

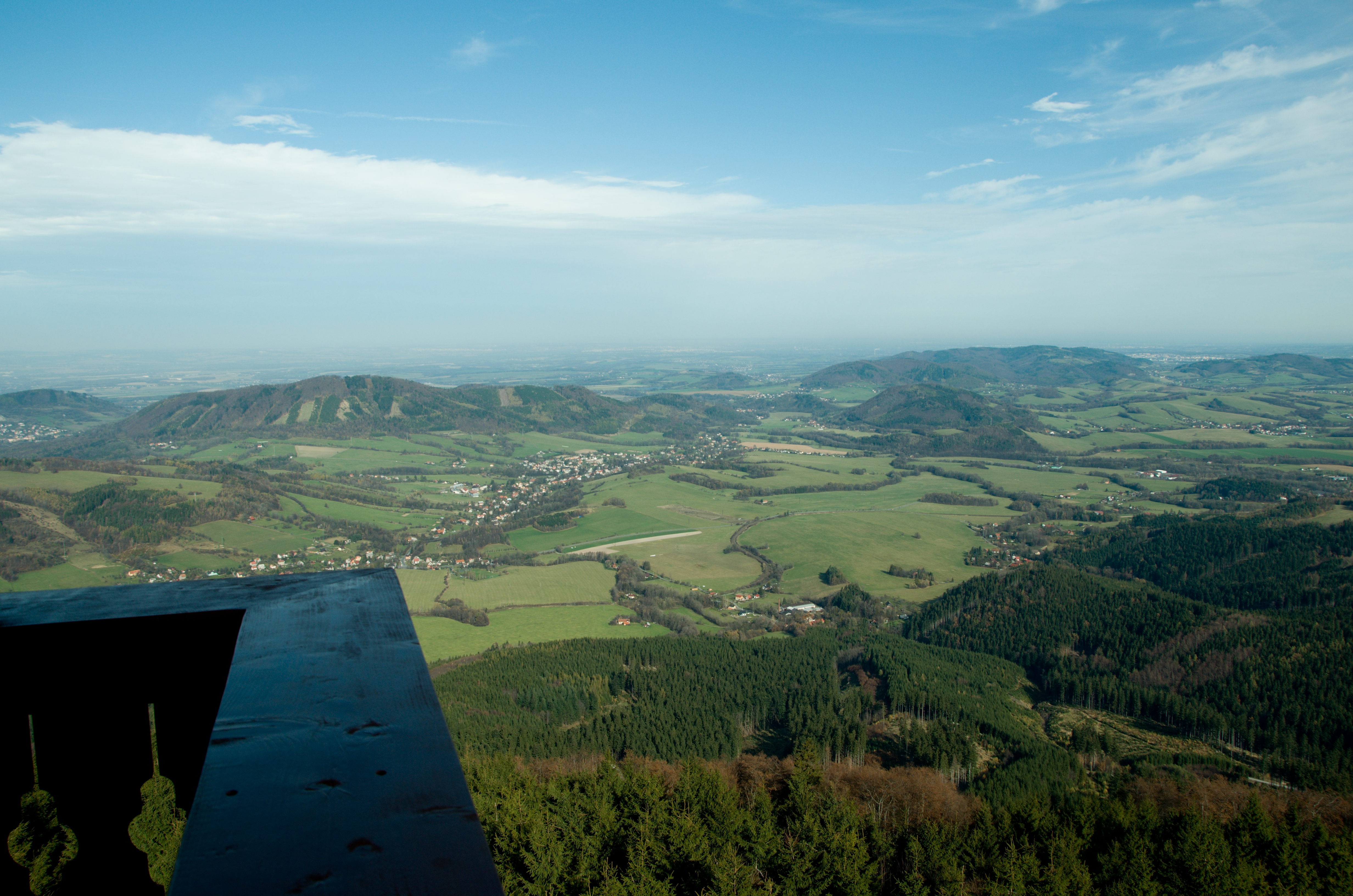
Blick vom Aussichtspunkt nach Norden, im Hintergrund Ostrava
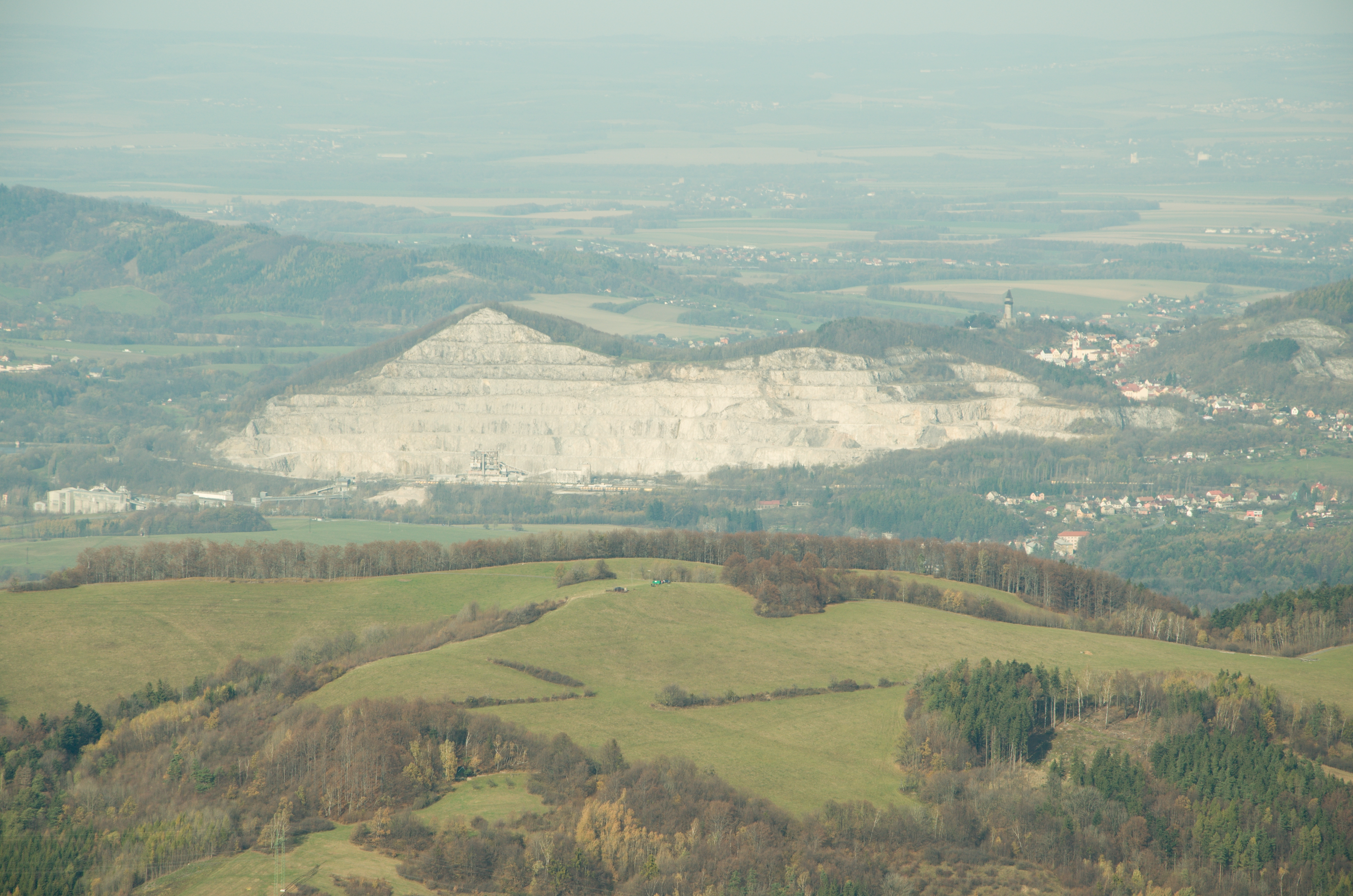
Blick auf den Kotouč
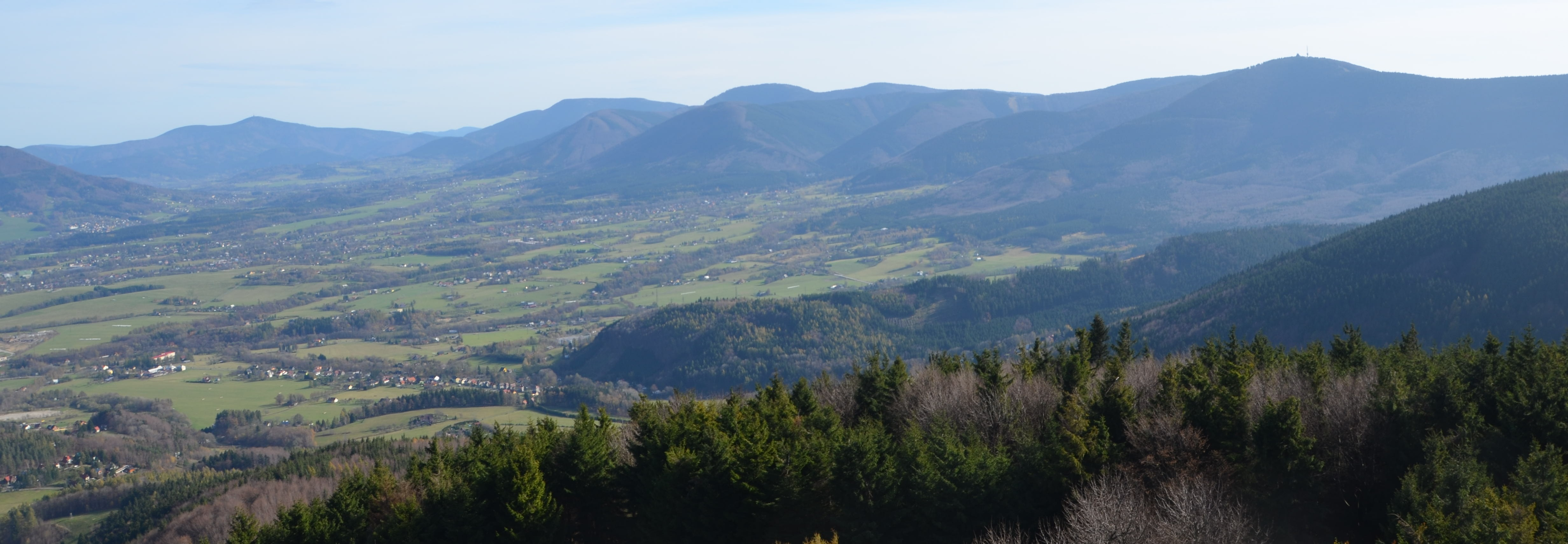
Blick nach Osten, links Lysá Hora, rechts Radhošť
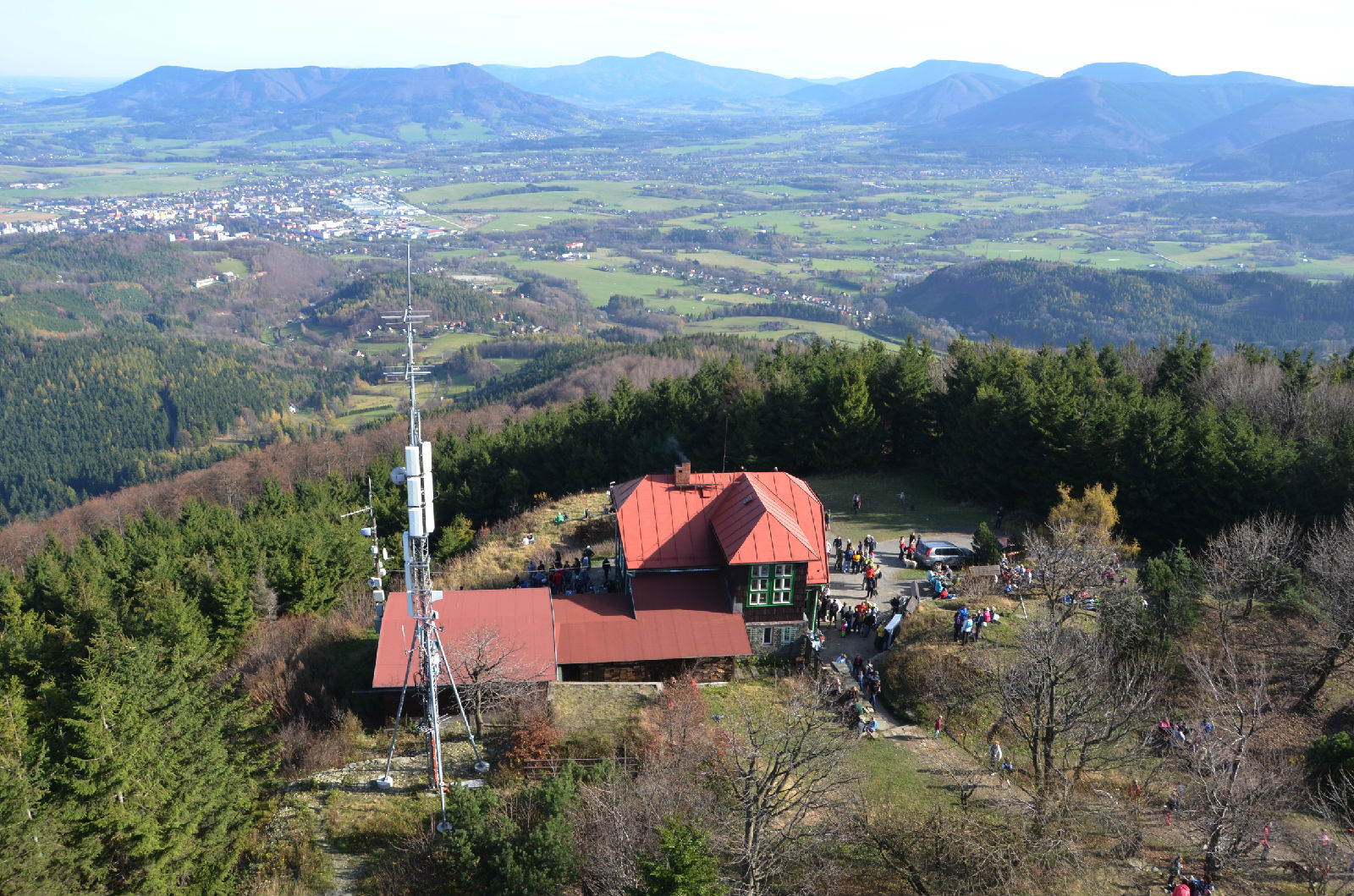
Berggasthaus auf dem Velký Javorník
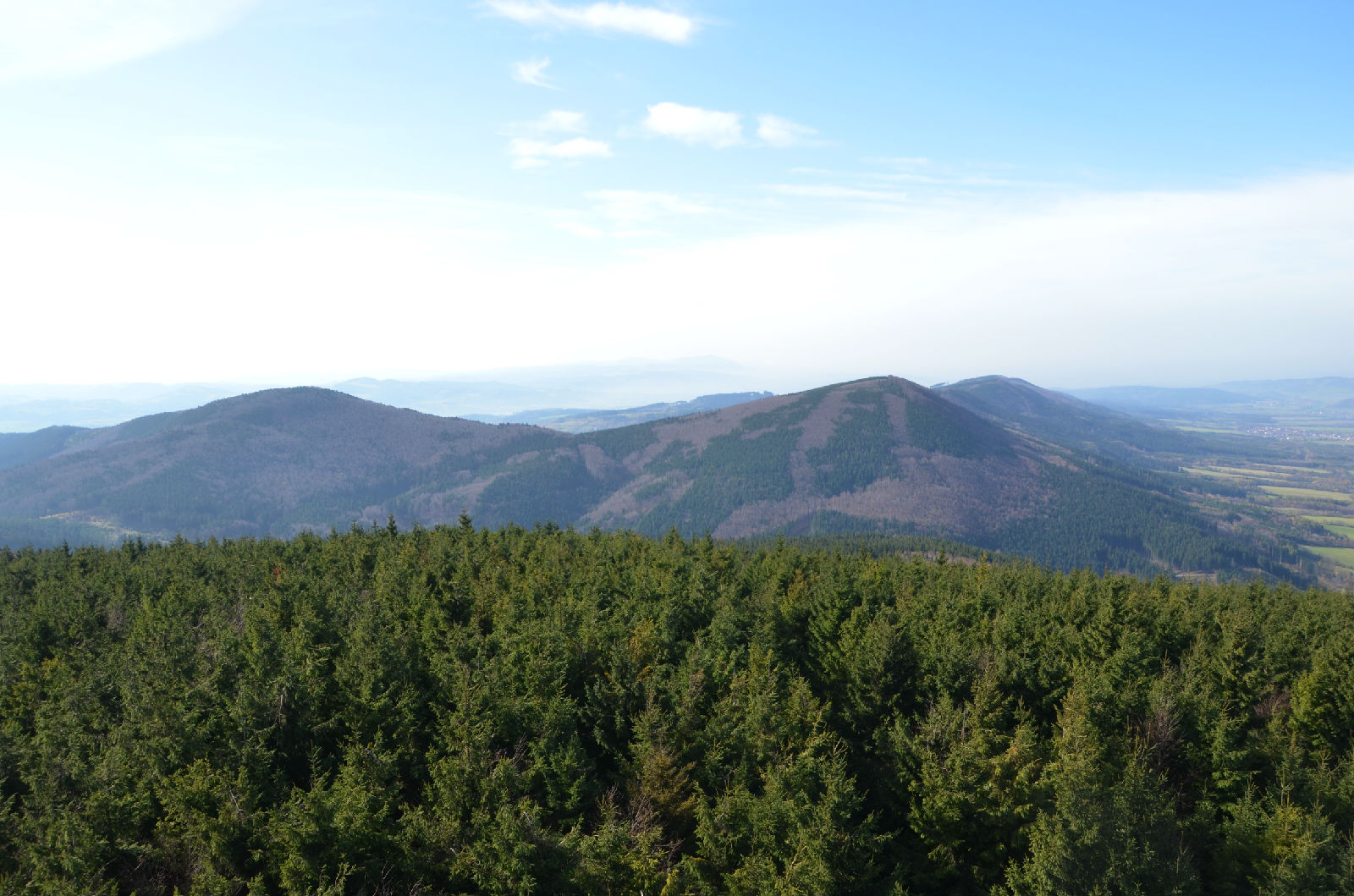
Blick von Javorníku zum Veřovické vrchy